# Unfinished Music No. 2: Life with the Lions
Unfinished Music No. 2: Life with the Lions es el segundo álbum experimental de John Lennon y Yōko Ono, publicado en 1969, y supone el álbum sucesor de su primer y controvertido álbum Unfinished Music No.1: Two Virgins. 
El título parodia el programa de radio de la cadena británica BBC Life with the Lyons, uno de los favoritos de Lennon.
El álbum abre con una extensa e improvisada grabación titulada "Cambridge 1969", grabada el 2 de marzo en la Universidad de Cambridge, antes de un concierto. La pieza consiste en la vocalización de Yoko acompañado por el feedback de una guitarra eléctrica interpretada por Lennon. El saxofonista John Tchicai y el percusionista John Stevens se unen a Ono y Lennon al final de la pieza.
El resto del álbum fue grabado en una cinta de casete en la habitación del Queen Charlotte's Hospital de Londres en noviembre de 1968, cuando Ono sufrió el primer aborto durante su relación con Lennon. 
"No Bed For Beatle John" consiste en John y Yoko cantando los titulares de la prensa que hablan sobre ellos, en un cántico a cappella. 
"Baby's Heartbeat" es una grabación, hecha con un micrófono Nagra, a los latidos del bebé. Tras "Baby's Heartbeat", "Two Minutes Silence" supone un memorial por el bebé, así como "por toda la violencia y las muertes", en palabras de Yoko. 
El álbum cierra con "Radio Play", que incluye doce minutos de sonido ambiente con una radio puesta, con cortas conversaciones telefónicas de Lennon al fondo (de forma accidental, la canción "Ob-La-Di, Ob-La-Da", de The Beatles, quedó registrada durante la grabación de la pieza.)
La portada del álbum fue tomada durante la estancia de Yoko en el Queen Charlotte's Hospital, con Lennon a su lado, mientras la foto de la contratapa supone una imagen de prensa de Lennon y Yoko abandonando la Marylebone Police Station, tras su arresto por posesión de hachís el 18 de octubre de 1968. 
Junto a la imagen, se incluye un comentario del productor de The Beatles, George Martin, que dice: "Sin comentarios".
Unfinished Music No.2: Life with the Lions no entró en las listas de éxitos británicas, aunque conseguiría un modesto puesto #147 en las listas de Billboard, con unas ventas cercanas a las 60.000 copias. 
Unfinished Music No.2: Life with the Lions fue inicialmente publicado por el sello subsidiario de Apple Records, Zapple, aunque en 1997 sería reeditado por Rykodisc con dos temas inéditos: "Song For John" y "Mulberry". Ambos temas fueron grabados en el Queen Charlotte Hospital. 

## Lista de canciones
Todos los temas compuestos por John Lennon y Yōko Ono.
1. "Cambridge 1969" - 26:29
2. "No Bed For Beatle John" - 4:41
3. "Baby's Heartbeat" - 5:10
4. "Two Minutes Silence" - 2:00
5. "Radio Play" - 12:35
6. "Song For John" - 1:29
7. "Mulberry" - 8:47

## Personal
- Yōko Ono: voz
- John Lennon: voz, guitarra, feedback y radio.
- John Tchicai: saxofón en "Cambridge 1969".
- John Stevens: percusión en "Cambridge 1969".
- Mal Evans: cronómetro en "Cambridge 1969".
- John Ono Lennon II: latido del corazón en "Baby's Heartbeat".